# آیا کش
آیا کش (به انگلیسی: Aya Cash) (زاده ۱۳ ژوئیه ۱۹۸۲) بازیگر آمریکایی است.
از فیلم‌های معروف او می‌توان به بازی در فیلم گرگ وال استریت، پرسه‌زدن با قصد و بازی در سریال (پسران) اشاره کرد.